# Соверен

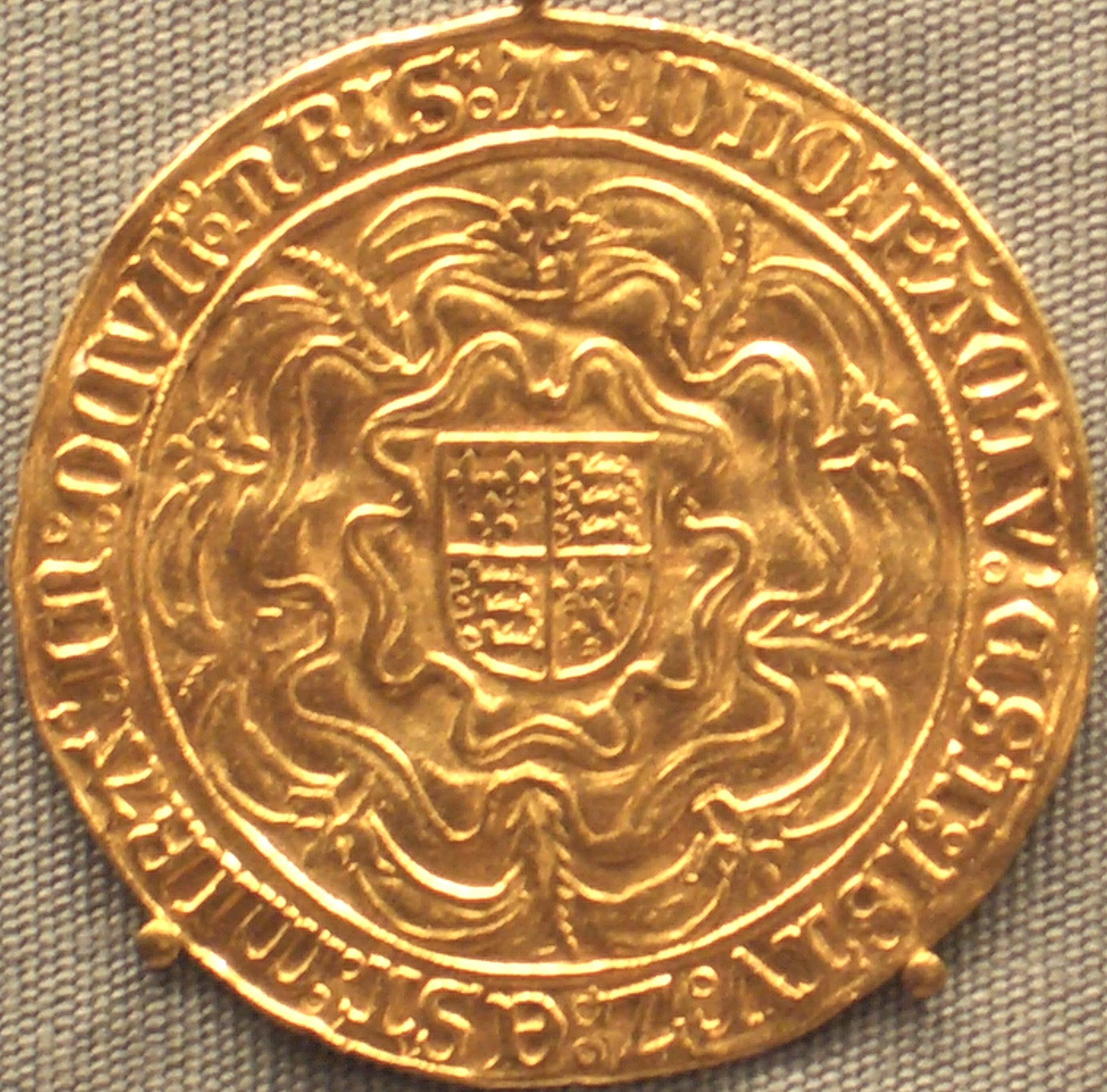
Крупная золотая монета Fine sovereign времён королевы Елизаветы, 1558 г.

Соверен (англ. sovereign — монарх) — английская, затем британская золотая монета.

## Соверен в Англии
Впервые выпущена в 1489 году во времена короля Генриха VII (1485—1509) достоинством 1 фунт стерлингов (20 шиллингов). Названа по изображению короля на троне («суверена»).
Номинальный вес монеты — 240 гранов (15,55 г), содержание золота — 15,47 г (23 карата, или 96 %), диаметр — 39,5 мм.
При Генрихе VIII (1509—1547) золотое содержание снизилось до 22 каратов (92 %).
Золотой соверен чеканился до 1553 года.
Позже, во времена королевы Елизаветы (1558—1603), монета в 20 шиллингов называлась фунт (pound), а название «соверен» получила крупная золотая монета достоинством 30 шиллингов (fine sovereign).
В 1603 году Яков I (1603-25) возобновил чеканку соверена, но уже с 1604 года золотая монета достоинством 1 фунт (20 шиллингов) стала называться юнайт, с 1619 года — лорель.
С 1663 года основной золотой монетой Англии стала гинея. Только в 1816 году в Великобритании был установлен золотой стандарт, а соверен стал основной монетной единицей, приравненной к фунту стерлингов.

## Новый соверен

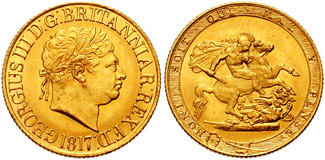
Соверен короля
Георга III, 1817 г.

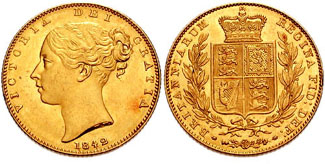
Соверен королевы Виктории, 1842 г.

Первый новый соверен был отчеканен в 1817 году. Вес монеты составлял 113 гранов (7,98 г, из них 7,32 г чистого золота).
На аверсе изображалась голова монарха, на реверсе — Святой Георгий с драконом (работа итальянского медальера Бенедетто Пиструччи). В царствования Георга IV, Вильгельма IV, королевы Виктории и Елизаветы II использовались и другие сюжеты.
В 1871 году монеты соверен и полсоверена начали чеканить в Сиднее, а позднее и в других городах Британского Содружества.
Соверены чеканились на следующих монетных дворах:
- Британским Королевским монетным двором в Лондоне: 1817—1917, 1925, 1937 и с 1957 года,
- Сидней (Австралия; знак на монете S): 1855—1926;
- Мельбурн (Австралия; знак М): 1871—1931;
- Перт (Австралия; Р): 1899—1931;
- Оттава (Канада; С): 1908—1919;
- Бомбей (Индия; I): 1918;
- Претория (Южная Африка; SA): 1923—1932.

С начала чеканки нового соверена в 1817 году и до настоящего времени монета чеканится из золота 917 пробы (22 карата, или так называемое кроновое золото): 11/12 золота и 1/12 меди.
Только в соверене, чеканенном первое время в Австралии и в Лондоне в 1887 году, часть от доли меди составляло серебро (поэтому этот английский соверен имеет желтоватый оттенок).
В годы Первой мировой войны в 1917 году чеканка соверенов для внутреннего обращения прекратилась, в 1932 году в связи с тяжёлым финансовым кризисом и отменой золотого стандарта прекратилась чеканка соверена для продажи на международных рынках. Продолжали чеканку соверена для коллекций, в частности, соверен короля Георга VI, выпущенный в 1937 году, предназначался только для коллекций; аналогичный соверен Елизаветы II (1953) является нумизматической редкостью.
Однако в связи с большой потребностью в твёрдой золотой валюте в 1957 году чеканка соверена возобновилась (и продолжалась до 1982 года).
В настоящее время соверен чеканят в коллекционных вариантах и для инвестиций.

## Производные соверена
Кроме соверена, массово чеканились золотые монеты в полсоверена (10 шиллингов).
Монеты 2 фунта (двойной соверен) и 5 фунтов чеканились небольшими тиражами и только в ознаменование значительных событий (то есть далеко не каждый год).
С 2009 года чеканится монета в четверть соверена.
Традиционно соверены и его производные (золотые монеты от четверти соверена до 5 фунтов) не имеют обозначения номинала и отличаются между собой только размером и весом. Исключением являются соверен и полсоверена, чеканившиеся в Сиднее с 1855 по 1870 год. Они имеют надписи на реверсе «ONE SOVEREIGN» и «HALF SOVEREIGN».